# Estació de Farringdon
Farringdon és una estació del metro de Londres i National Rail a Clerkenwell, al nord de la Ciutat de Londres al districte d'Islington (Londres). L'estació se servida per les línies Metropolitan, Hammersmith & City i Circle.
| Anterior estació                                                       |  | Metro de Londres                                   |  | Següent estació             |
| ---------------------------------------------------------------------- |  | -------------------------------------------------- |  | --------------------------- |
| King's Cross St. Pancrasdirecció Baker Street                          |  | Circle Line                                        |  | Barbicandirecció Tower Hill |
| King's Cross St. Pancrasdirecció Hammersmith                           |  | Hammersmith & City Line                            |  | Barbicandirecció Barking    |
| King's Cross St. Pancrasdirecció Uxbridge, Amersham, Chesham o Watford |  | Metropolitan Line                                  |  | Barbicandirecció Aldgate    |
| National Rail                                                          |  |                                                    |  |                             |
| St Pancras International                                               |  | First Capital Connect Thameslink                   |  | City Thameslink             |
| St Pancras International                                               |  | First Capital ConnectBedford-Sevenoaks             |  | City Thameslink             |
| St Pancras International                                               |  | SoutheasternSevenoaks-Bedford                      |  | City Thameslink             |
| ferrocarrils en desús                                                  |  |                                                    |  |                             |
| St Pancras International                                               |  | First Capital Connect Thameslink (Moorgate Branch) |  | Barbican                    |
| King's Cross (York Road)                                               |  | British Rail Eastern Region City Widened Lines     |  | Barbican                    |

| Anterior estació                                            |  | Crossrail |  | Següent estació                                  |
| ----------------------------------------------------------- |  | --------- |  | ------------------------------------------------ |
| Tottenham Court Road direcció Maidenhead o Heathrow Airport |  | Crossrail |  | Liverpool Street direcció Abbey Wood o Shenfield |